# Georges Migot
Georges Migot, född den 27 februari 1891 i Paris, död den 5 januari 1976 i Levallois-Perret, var en fransk kompositör, musikskribent och målare.

## Biografi
År 1909 började Migot studera musik på Konservatoriet i Paris samt studera komposition under Charles-Marie Widor. Han studerade också orkestrering under Vincent D'Indy, musikhistoria under Maurice Emmanuel samt orgelspelning under Eugene Gigout och Alexandre Guilmant. 
Sedan har han först fått 1:a pris i komposition tre gånger från 1918 till 1920, fick han år 1921 också Blumenthalpriset. Trots att han inledningsvis till stor del påverkats av Faures kompositionsformer, kom han att fascineras av medeltida polyfona former. Sedan började han att markera sin ståndpunkt genom att kalla sig själv som "Group of One". Namngivningen visade att han ville konfrontera den neoklassiska stil hos The Gruop of Six som var ledande vid denna tid. 
Migots favör för medeltida polyfoni kom att bära frukt 1953 i hans verk Requiem vars melodier skrevs okonventionellt i avseende på rytmiskt och tonalt innehåll.
År 1948 utsågs Migot till chef för Conservateur du Musee des instrument anciens du Conservatoire de Paris.

## Arbeten i urval
Migot komponerade flera musikdramatiska verk såsom
- Hugoromo, (Monte-Carlo, 9 maj 1922)
- Le Rossignol en amour, kammaropera, libretto av Migot (1926–1928 ; Genève, 2 mars 1937)
- Cantate d'Amour, opera, libretto av Migot (1949–1950)
- La Sulamite, opera, libretto av Migot (1969–1970)
- l'Arche, en spatial polyfoni för sopran, kvinnokör och orkester, baserad på en dikt av Migot (1971, Marseille, 3 maj 1974)

Därutöver komponerade han symfonier och annan orkestermusik, kammarmusik och ett stort antal verk av vokal musik.